# Blu Mankuma
Blu Mankuma, né le 5 juillet 1948 à Seattle, est un acteur américain.

## Biographie
Natif de Seattle, il s'installe à Vancouver en 1968 pour échapper à la conscription pendant la guerre du Viet-Nam. Il y commence une carrière dans la musique avant de devenir acteur à la fin des années 1970. Afro-Américain d'une carrure imposante et d'une présence apaisante à l'écran, il a joué dans plus de 150 films et séries télévisées. Il reste connu pour son rôle du sergent Parks dans la série Robocop.

## Filmographie

### Cinéma
- 1987 : Le Beau-père : le lieutenant Jack Wall
- 1988 : Randonnée pour un tueur : le prêtre
- 1988 : Watchers : Cliff
- 1989 : Allô maman, ici bébé : le directeur
- 1990 : Cadence : Eugene « Goethe » Bryce
- 1990 : La Maison Russie : Merv
- 1992 : Face à face : Steve Nolan
- 1993 : Indiscrétion assurée : l'inspecteur Wills
- 1997 : Bliss de Lance Young
- 1998 : Bone Daddy : Trent
- 2002 : Chien de flic 3 : le capitaine Thomas
- 2002 : Hyper Noël : John Pierce
- 2006 : Barbie : Mermaidia : Deep Bibble (voix)
- 2006 : Magic Baskets 2 : le coach Archie
- 2006 : Connors' War : Brooks
- 2009 : 2012 : Harry Helmsley
- 2010 : The Final Storm : Charles Booker
- 2012 : Upside Down : Albert

### Télévision
- 1988 : Body of Evidence (téléfilm) : Sawyer
- 1989-1991 : MacGyver
  - (saison 4, épisode 15 "Le tueur invisible") : Shérif Max Hubbard
  - (saison 5, épisode 19 "Cœurs d'acier") : Lieutenant Rhome
  - (saison 6, épisode 16 "Témoin sans paroles") : Lieutenant Rhome
- 1989 : Unsub (série télévisée, saison 1 épisode Table rase) : Capitaine Starks
- 1993 : X-Files (série télévisée, saison 1 épisode Un fantôme dans l'ordinateur) : Claude Peterson
- 1994 : RoboCop (série télévisée, 20 épisodes) : le sergent Stanley Parks
- 1994-1995 : MANTIS (série télévisée, 4 épisodes) : le chef Grant
- 1995-1996 : Le Justicier des ténèbres (série télévisée, 22 épisodes) : le capitaine Joe Reese
- 1996-1999 : Animutants (série télévisée, 20 épisodes) : Tigatron / Tigerhawk (voix)
- 1997 : Extrêmes Dinosaures (série télévisée, 18 épisodes) : Hardrock (voix)
- 1998 : X-Files (série télévisée, saison 5 épisode L'Œil de l'esprit) : l'inspecteur Pennock
- 1998 : Créature (mini-série) : Rollie Gibson
- 1998 : La Couleur du courage (téléfilm) : Hollis Grey
- 1998-1999 : RoboCop : Alpha Commando (série télévisée, 40 épisodes) : le sergent Reed (voix)
- 1999 : Atomic Train (mini-série) : Reuben Castillo
- 1999 : Coroner Da Vinci (série télévisée, saison 2 épisodes 2 et 3) : Sid Samuels
- 2000 : Sydney Fox , l'aventurière (série télévisée, saison 2 épisode 1) : Abdullah
- 2001 : Les Sorcières d'Halloween 2 (téléfilm) : Gort
- 2002 : Stargate SG-1 (série télévisée, saison 6 épisode 5) : le shérif Knox
- 2002 : Dead Zone (série télévisée, saison 1 épisode 5) : Ben Cartwright
- 2003 : Dead Like Me (série télévisée, saison 1 épisode 1) : Duane
- 2004 : Andromeda (série télévisée, saison 4 épisode 21) : Marlowe
- 2006 : Supernatural (série télévisée, saison 2 épisode 5) : le docteur Jennings
- 2007 : Deux princesses pour un royaume (mini-série) : Toto / Tuteur
- 2010 : Smallville (série télévisée, saison 9 épisode 18) : Franklin W. Stern
- 2010 : Écran de fumée (téléfilm) : l'inspecteur Clark
- 2012 : Fringe (série télévisée, saison 4 épisode 11) : Stephen Farnsworth